# Marius Gaidon
Marius Jean Marie Gaidon, né le 6 janvier 1912 dans le 2e arrondissement de Lyon et mort le 28 juillet 1983 à Asnières-sur-Seine, est un acteur français.

## Biographie
Malgré une importante filmographie, on ne sait pratiquement rien de Marius Gaidon, surtout connu pour avoir interprété de nombreux seconds rôles de policier et de serveur.

## Filmographie

### Cinéma
- 1952 : Massacre en dentelles d'André Hunebelle : un serveur au Triana-Club
- 1953 : Le Gang des pianos à bretelles / Gangsters en jupons de Gilles de Turenne : le directeur du casino municipal
- 1953 : Avant le déluge d'André Cayatte : un serveur
- 1955 : On déménage le colonel de Maurice Labro
- 1956 : Ariane (Love in the Afternoon) de Billy Wilder : un porteur
- 1957 : Les Lavandières du Portugal de Pierre Gaspard-Huit : un journaliste
- 1957 : Pot-Bouille de Julien Duvivier : un serveur au buffet du mariage
- 1957 : Courte Tête de Norbert Carbonnaux : le garçon d'étage
- 1957 : Les Amants de demain de Marcel Blistène : un agent de police
- 1957 : C'est arrivé à 36 chandelles d'Henri Diamant-Berger : un spectateur au théâtre
- 1957 : Cargaison blanche de Georges Lacombe : un inspecteur de police
- 1958 : La Vie à deux de Clément Duhour et Sacha Guitry
- 1959 : Le Chemin des écoliers de michel Boisrond : un maître d'hôtel
- 1959 : La Bête à l'affût de Pierre Chenal : le maître d'hôtel
- 1961 : Les Parisiennes de Jacques Poitrenaud : le contrôleur du train (dans le sketch Ella)
- 1962 : Le crime ne paie pas de Gérard Oury : un serveur du café (dans le sketch L'Affaire Hugues)
- 1963 : Carambolages de Marcel Bluwal : un employé dans l'escalier
- 1963 : Cherchez l'idole de Michel Boisrond : un serveur au gala de la Police
- 1964 : Coplan prend des risques de Michel Boisrond : un agent de police
- 1964 : Relaxe-toi chérie de Jean Boyer : un extra
- 1964 : Comment épouser un premier ministre de Michel Boisrond : le gardien du ministère d'État
- 1964 : Fantomas d'André Hunebelle : l'agent au commissariat
- 1964 : Les Barbouzes de Georges Lautner : le barbouze poignardé
- 1964 : Les Gorilles de Jean Girault : un consommateur / un passant / un extra
- 1964 : Le Corniaud de Gérard Oury : l'agent de police de Bordeaux
- 1964 : Un monsieur de compagnie de Philippe de Broca : un ouvrier
- 1965 : La Métamorphose des cloportes de Pierre Granier-Deferre : un extra
- 1965 : Paradiso, hôtel du libre-échange de Peter Glenville : un serveur du restaurant
- 1965 : Un milliard dans un billard de Nicolas Gessner : un policier au commissariat
- 1965 : Du rififi à Paname de Denys de La Patellière : un agent de police
- 1965 : La fleur de l'âge de John Guillermin : un invité au mariage
- 1967 : Le Fou du labo 4 de Jacques Besnard : un agent de police
- 1967 : Ces messieurs de la famille de Raoul André : un agent de police
- 1967 : Salut Berthe de Guy Lefranc : un serveur au cocktail
- 1968 : Faut pas prendre les enfants du bon Dieu pour des canards sauvages de Michel Audiard : le président du Tribunal militaire
- 1968 : Ho ! de Robert Enrico : l'automobiliste volé
- 1968 : La Grande Lessive (!) de Jean-Pierre Mocky : un agent de police
- 1968 : Les gros malins / Le champion du tiercé de Raymond Leboursier : le serveur du restaurant
- 1968 : Le Voleur de crimes de Nadine Trintignant : un agent de police
- 1969 : Les Caprices de Marie de Philippe de Broca : un invité
- 1970 : Les Assassins de l'ordre de Marcel Carné : un gendarme à l'audience
- 1970 : Le Cercle rouge de Jean-Pierre Melville : un vendeur de la bijouterie
- 1970 : Max et les Ferrailleurs de Claude Sautet : un homme au Crédit de la Seine
- 1971 : Jo de Jean Girault : un serveur à la réception
- 1972 : Le Viager de Pierre Tchernia : un employé de Levasseur
- 1975 : C'est dur pour tout le monde de Christian Gion : l'acteur du film publicitaire pour la bière
- 1976 : Le Maestro de Claude Vital : le réceptionniste
- 1980 : Le Complot diabolique du docteur Fu Manchu (The Fiendish Plot of Dr Fu Manchu) de Piers Haggard : un dignitaire britannique
- 1982 : Les Indignes (Arvottomat) de Mika Kaurismäki : le garçon de café

### Télévision
- 1961 : Le Temps des copains, série télévisée en 115 épisodes de Robert Guez : un serveur (épisode 3) / un serveur au « El Gitano » et un consommateur au cabaret (épisode 23)
- 1967 : Salle n° 8, série télévisée en 65 épisodes de Robert Guez et Jean Dewever : le barman de l’hôtel / un serveur au restaurant (épisode 13)
- 1968 : Les Enquêtes du commissaire Maigret, épisode Signé Picpus de Jean-Pierre Decourt : un agent de police en faction chez Jeanne (non crédité)
- 1970 : Les Enquêtes du commissaire Maigret, épisode L'Écluse no 1 de Claude Barma : un agent de police sur les quais (non crédité)
- 1971 : Les Enquêtes du commissaire Maigret, épisode Maigret et le fantôme de René Lucot : l'huissier de la P.J.
- 1973 : Le Jeune Fabre, série télévisée en 13 épisodes de Cécile Aubry : le producteur (épisode 12 : La Maison Boussikof)
- 1982 : La Nuit du Général Boulanger, téléfilm d'Hervé Bromberger : un serveur.